# Galium lovcense
Galium lovcense là một loài thực vật có hoa trong họ Thiến thảo. Loài này được Urum. mô tả khoa học đầu tiên năm 1899.